# Buffy the Vampire Slayer
Buffy the Vampire Slayer (en català Buffy, la caçavampirs) és una sèrie de televisió dels Estats Units creada pel guionista i director Joss Whedon i produïda pel mateix Whedon sota el seu segell Mutant Enemy Productions, des de 1997 fins a 2003. La sèrie, basada en la pel·lícula homònima de 1992, va «començar sent de culte i seguida per uns pocs friquis, per a anar fent-se més gran, més èpica i convertir-se en tot un fenomen de masses».
La sèrie gira entorn la protagonista Buffy Summers (interpretada per l'actriu Sarah Michelle Gellar), una noia adolescent escollida per combatre vampirs, dimonis i tota mena de criatures sobrenaturals. Buffy vol viure una vida normal, però al llarg de la sèrie haurà d'aprendre a conviure amb la responsabilitat que li ha sigut atorgada. Com totes les escollides abans d'ella, l'acompanyarà un "Vigilant", encarregat de guiar-la, ajudar-la i entrenar-la. A diferència de la resta d'escollides. Buffy es rodejarà de la "Scooby Gang" (referència a la sèrie Scooby-Doo), un grup d'amics que l'acompanyarà en les seves aventures.
Els fets de la sèrie tenen lloc a Sunnydale, una ciutat fictícia al sud de Califòrnia. Aquesta està localitzada sobra una "Hellmouth"; "portal entre aquesta realitat i la següent" i "punt de convergència d'energies místiques". És per això que criatures sobrenaturals i éssers amb poders màgics, tant bons com dolents, són atrets a Sunnydale.
Als EUA la sèrie va ser emesa pel canal de la Warner Bros i posteriorment per UPN des de 1997 fins al 2003. A Espanya es va emetre per la FOX, per Cuatro i, posteriorment, per la 2 de RTVE, però no ha sigut mai doblada al català. La sèrie ha sigut aclamada tant per la crítica com pel públic i sol ser considerada una de les millors sèries de la història de la televisió. Tot i ser majoritàriament ignorada pels principals premis del sector com els Emmy, va ser nominada pels American Film Institute Award per la millor sèrie dramàtica, Gellar va ser nominada al Globus d'Or a millor actriu i la sèrie va ser nominada cinc vegades pels Television Critics Association Awards, guanyant-ne un el 2003 per Television Critics Association Heritage Award.
L'èxit de la sèrie ha portat a la creació de diversos productes derivats, incloent novel·les, còmics i videojocs a més d'algunes pel·lícules fetes per fans. A més també ha inspirat el públic i l'acadèmia, generant diverses produccions en forma de paròdia o inspirant a altres directors. Buffy va ser part d'una fornada de forts protagonistes femenins, de mitjans dels 90 i principis dels 2000, entre les que es troben Xena: la princesa guerrera, La Femme Nikita, Dark Angel o Alias.
La sèrie Angel (1999-2004) va sorgir com a sèrie derivada quan el personatge que interpreta David Boreanaz (Bones) decideix marxar a viure a Los Angeles per a evitar fer mal a Buffy i als seus amics després de la tercera temporada de la sèrie. Arran de la seva participació en la sèrie, actors com David Boreanaz i Alyson Hannigan es van convertir en noms coneguts a Hollywood.
El juliol de 2018, Joss Whedon va avisar que preparava una nova versió amb protagonistes nous, entre d'altres Monica Owusu-Breen.

## Precedents

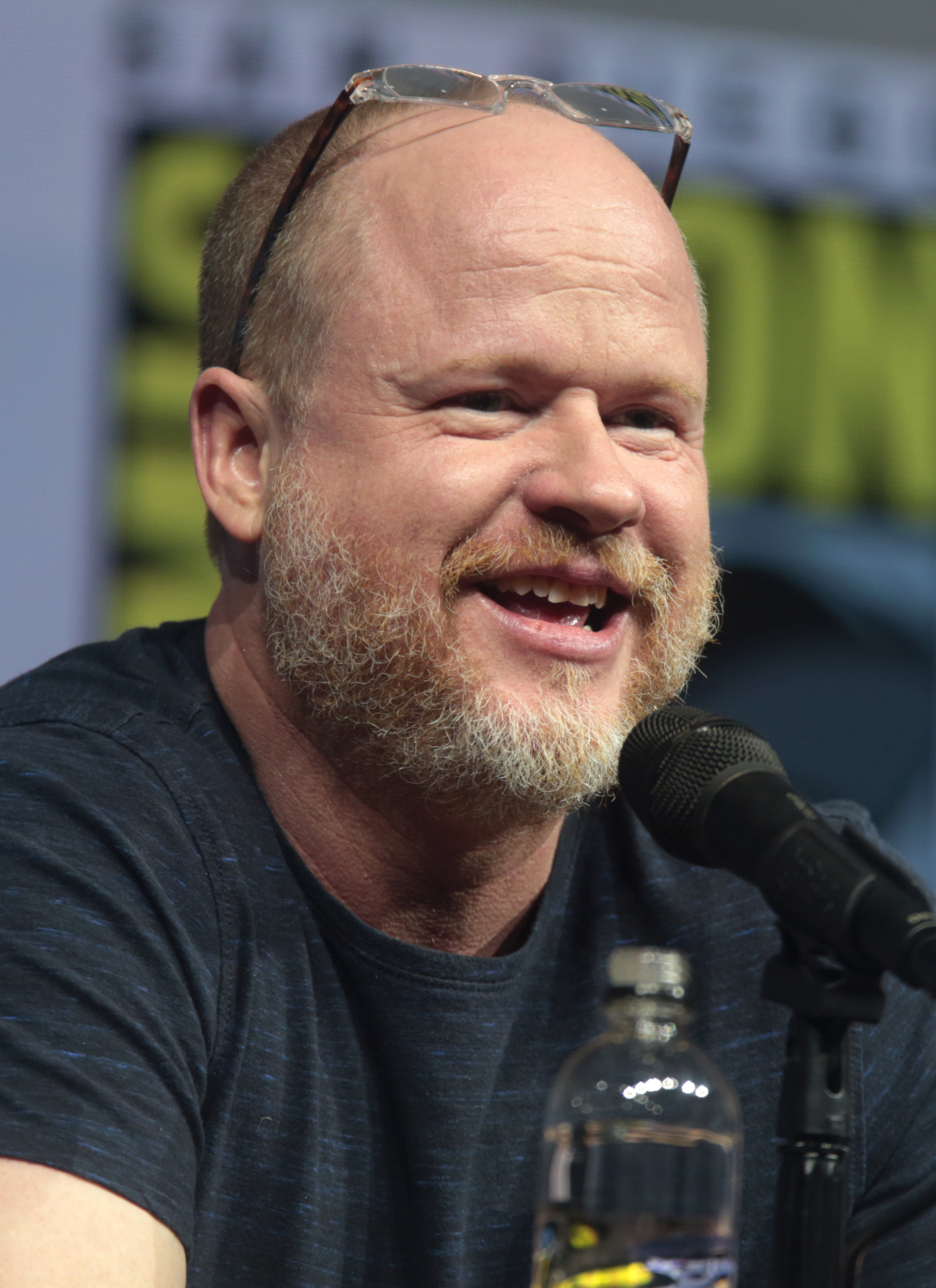
El creador de Buffy Joss Whedon també va ser productor executiu, guionista i director de la sèrie.

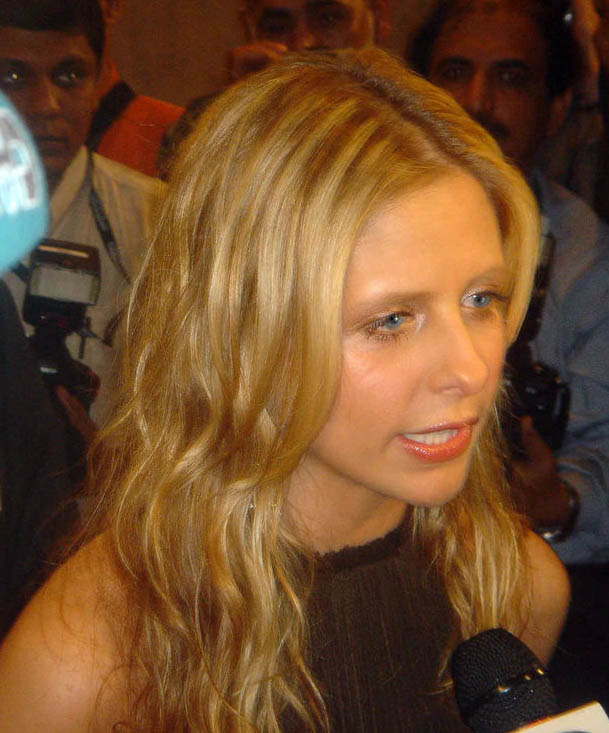
Buffy

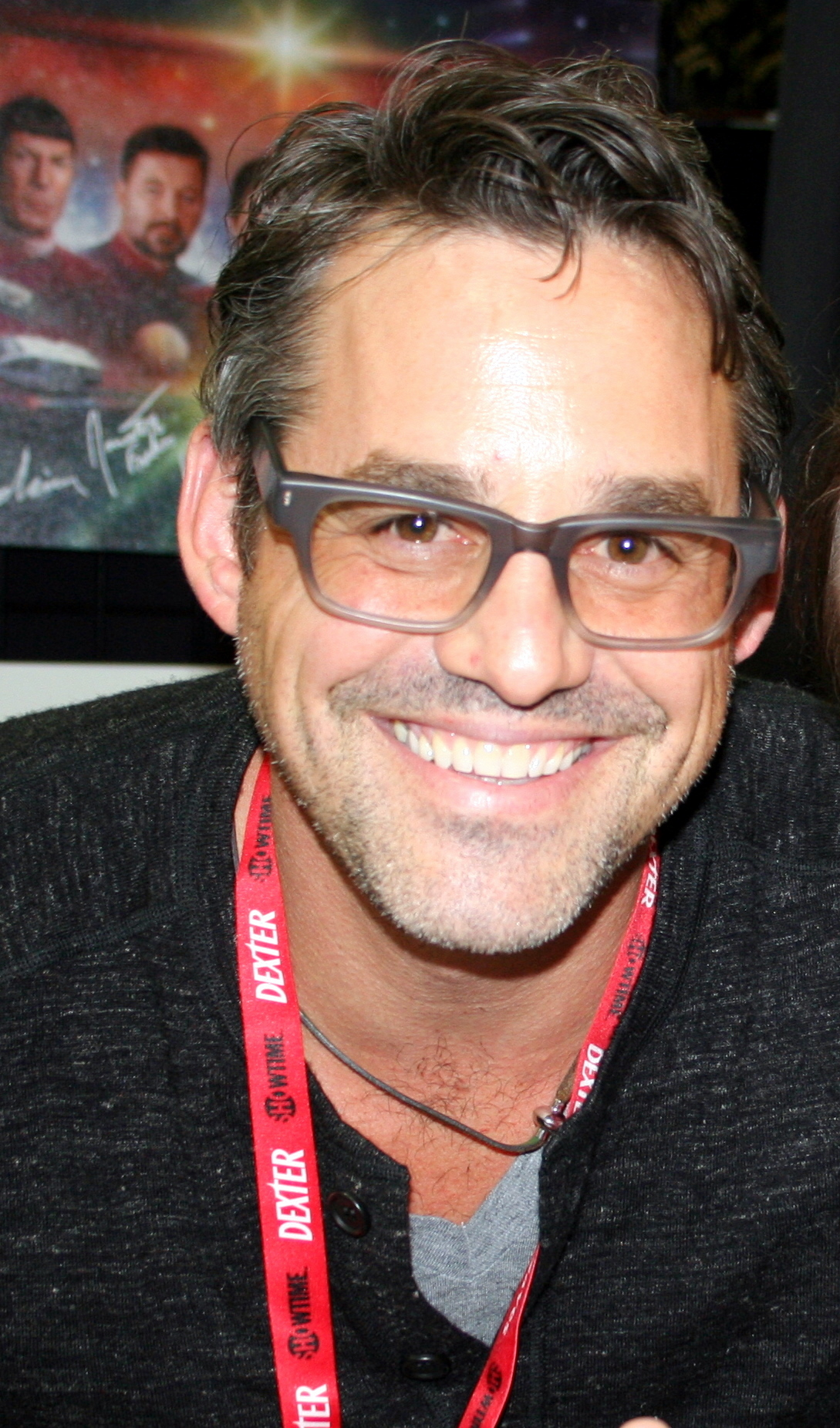
Xander

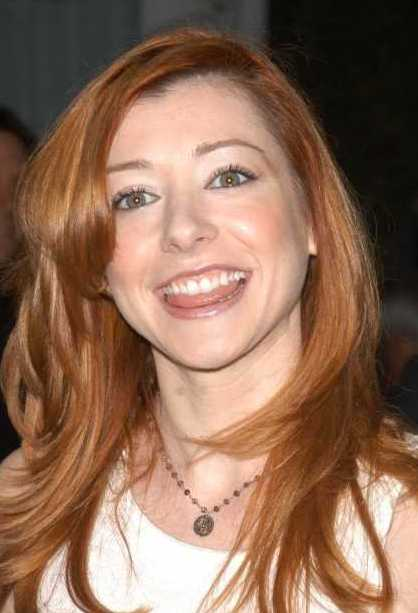
Willow

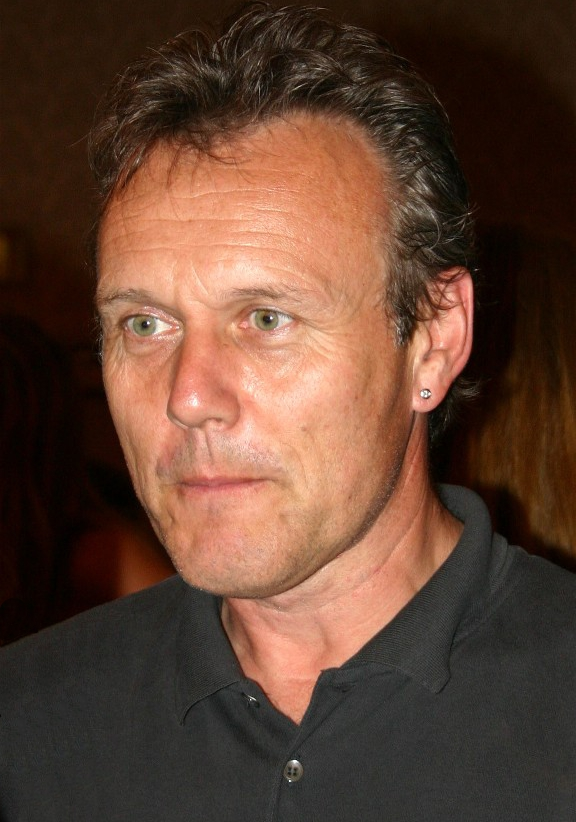
Giles

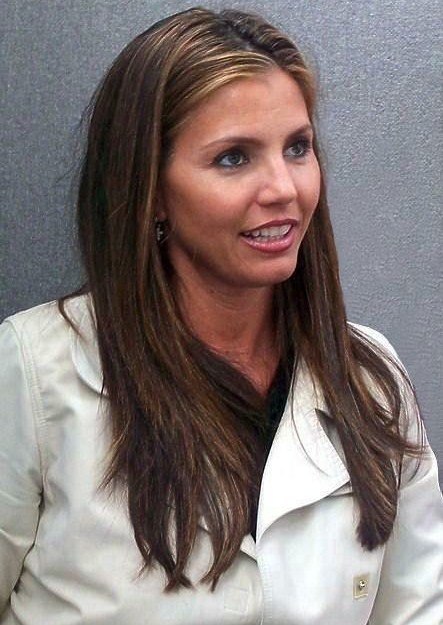
Cordelia

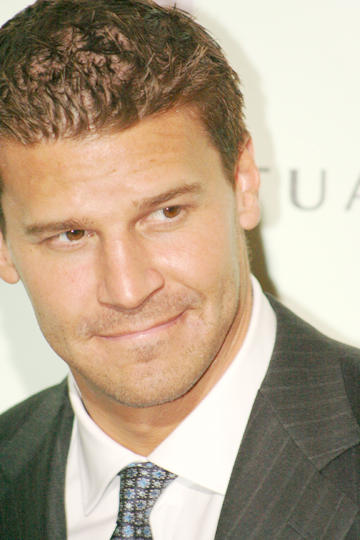
Angel

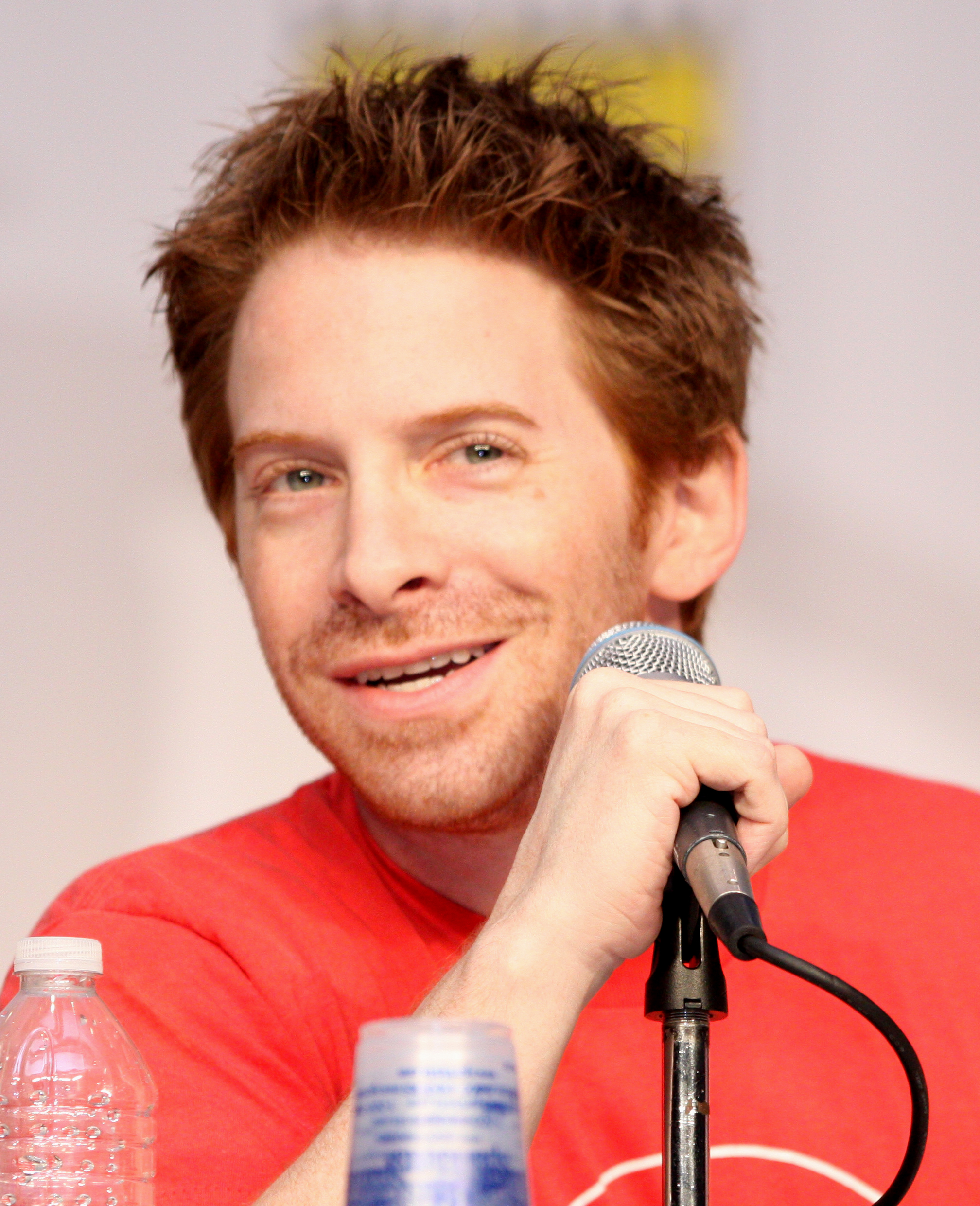
Oz

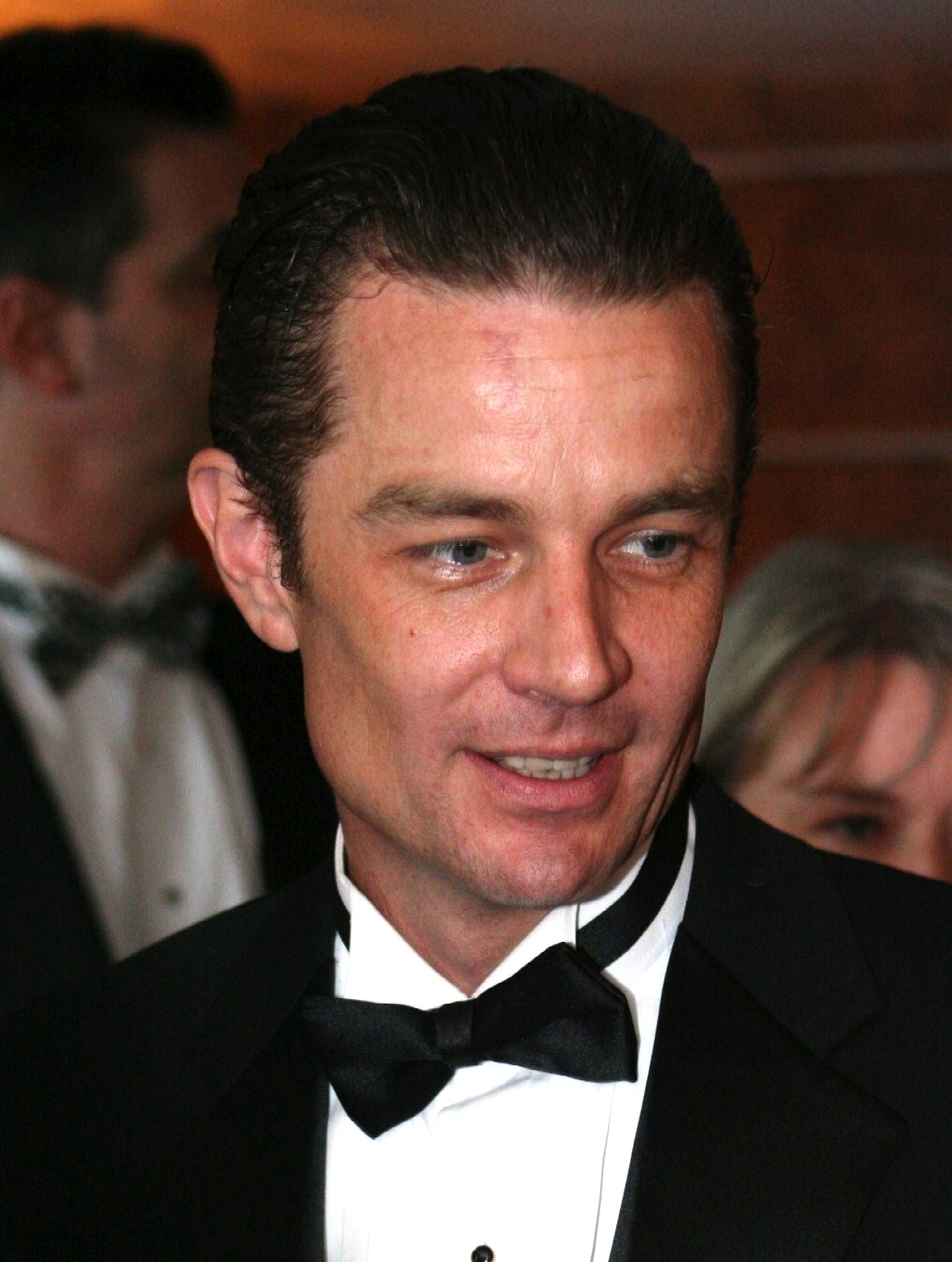
Spike

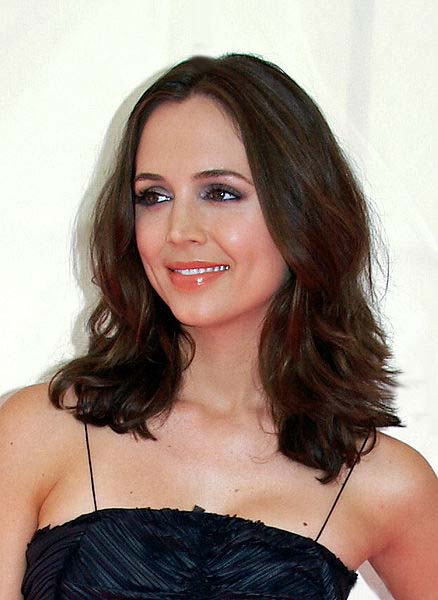
Faith

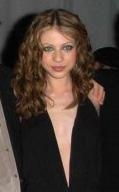
Dawn

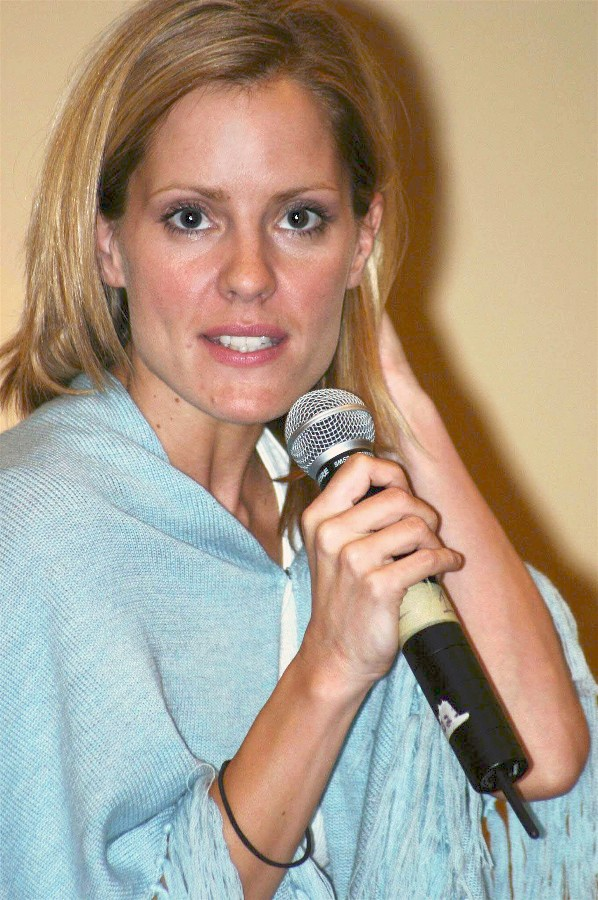
Anya

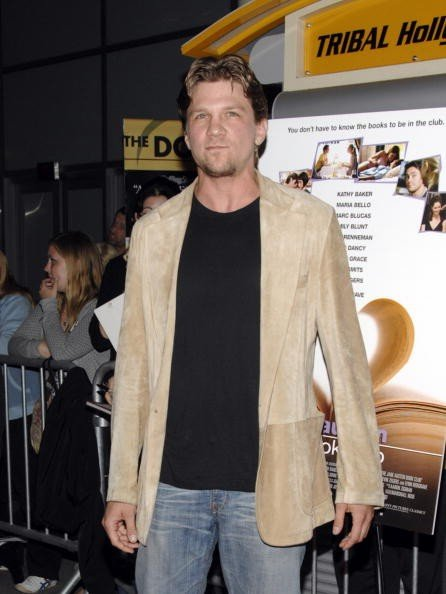
Riley

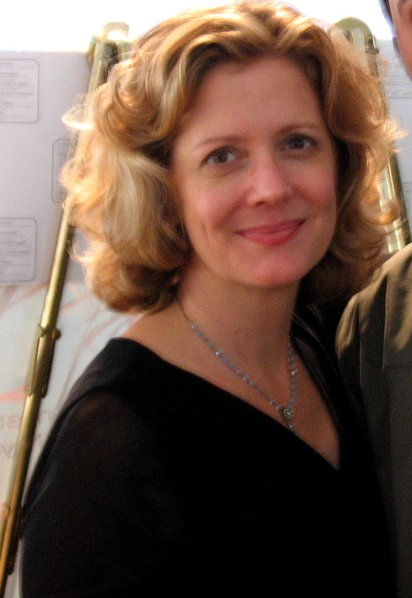
Joyce

El guionista Joss Whedon diu que "Rhonda the Immortal Waitress" va la primera encarnació del concepte de Buffy, "la idea d'una dona que sembla completament insignificant i que resulta extraordinària". Aquesta primera idea mai produïda va evolucionar fins a Buffy, que Whedon va crear per invertir la fórmula de Hollywood de "la noieta rossa que entra en un carreró fosc i a la que maten a cada pel·lícula de terror". Whedon volia "subvertir aquesta idea i crear algú que fos una heroïna". Va explicar: "La primera declaració d'objectius de la sèrie va ser l'alegria del poder femení: tenir-lo, utilitzar-lo, compartir-lo."
La idea es va dur a terme per primera vegada a través del guió de Whedon per a la pel·lícula de 1992 Buffy the Vampire Slayer, que va comptar amb Kristy Swanson en el paper principal. La directora, Fran Rubel Kuzui, la va veure com una "comèdia de cultura popular sobre el que la gent pensa sobre els vampirs". Whedon no hi estava d'acord: "Jo vaig escriure aquesta pel·lícula de por sobre una dona empoderada, però la van convertir en una comèdia. Va ser debastador." El guió va ser elogiat per la indústria, la pel·lícula no.
Uns anys després de la producció de la pel·lícula, Gail Berman, aleshores presidenta de la productora Sandollar, que posseïa els drets de la pel·lícula, va convèncer Whedon per a fer una sèrie sobre el personatge, reprenent la idea original de l'autor. Segons Whedon: "Van dir: "Voleu fer una sèrie?" I vaig pensar: "L'institut com a pel·lícula de terror". Així, la metàfora es va convertir en el concepte central darrere de Buffy, i així ho vaig vendre." Els elements sobrenaturals de la sèrie eren una metàfora per als problemes personals associats a adolescència i a la joventut. De bon principi, la sèrie es volia titular simplement Slayer (caçadora). Whedon va escriure, i finançar-ne una part, un pilot no emès de 25 minuts de durada, que va ser mostrat a diverses cadenes de televisió i finalment venut a WB Network. Aquesta va promocionar la sèrie amb un seguit de vídeos sobre la història de la caçadora (History of the Slayer)', estrenant-ne el primer capítol el 10 de març de 1997. El juny del 2003 Whedon va declarar que aquell pilot no emès no seria inclòs en els DVDs de la sèrie "mentre ell tingués força als ossos", afirmant que "era una merda". Dolly Parton va ser una productora no reconeguda de la sèrie.
La sèrie continua el guió original de la pel·lícula on Buffy, una animadora adolescent de Los Angeles (Califòrnia), coneix un home, Merrick Jamison-Smythe (Donald Sutherland a la pel·lícula), qui li explica que és la caçadora, l'escollida per combatre vampirs i que ell ha estat designat com el seu vigilant, la persona qui l'entrena i la guia. Oliver (Luke Perry), un company de classe de Buffy, els ajuda en la lluita. En una de les lluites, el rei dels vampirs, Lothos (Rutger Hauer) mata Merrick clavant-li una estaca. La pel·lícula acaba amb una lluita a l'institut on Buffy mata tots els vampirs i finalment Lothos. Aquesta pel·lícula «desastrosa» no té pràcticament res a veure amb l'èxit de la sèrie televisiva de Whedon que ans al contrari del llargmetratge «Tenia substància. Tenia mística.»
Vint anys després de l'estrena de la sèrie, Sarah Gellar va recordar amb simpatia el seu paper de Buffy: «és una feminista que desafia la jerarquia de gènere».

## Argument

### Primera temporada
La sèrie comença poc després dels fets narrats a la pel·lícula. Buffy acaba de cremar el gimnàs del seu antic institut i es trasllada a Sunnydale (una ciutat fictícia situada en algun lloc de Califòrnia) per a començar de nou.
Allà coneix Xander Harris (Nicholas Brendon) i Willow Rosenberg (Alyson Hannigan), dos companys de classe. A l'institut també troba Rupert Giles (Anthony Stewart Head), el nou bibliotecari de l'institut, qui l'ajuda a adaptar-se. Poc després de conèixer-lo, Buffy s'assabenta que Giles és el nou Vigilant de la Caçadora.
Mentre fa rondes de vigilància i caça vampirs de nit, coneix un misteriós personatge anomenat Angel (David Boreanaz). Angel és un vampir irlandés d'uns 270 anys que una bruixa gitana va maleir, fent que recuperés la seva ànima i es penedís de tot el mal que havia fet en la seva vida de vampir com a Angelus. Tot i que li costa confiar en ell, Buffy s'alia amb ell per combatre la resta de vampirs i altres sers sobrenaturals malignes.
Es crea la «Scooby Gang», el grup d'amics i ajudants de la Caçadora en la lluita contra els vampirs i altres dimonis, grup que es mantindrà –amb alguns canvis– fins al final de la sèrie. Durant aquesta temporada la trama principal gira entorn d'un vampir, el Mestre, molt antic i perillós, que vol obrir la Boca de l'Infern, un portal a la dimensió dels dimonis, i conquerir Sunnydale.

### Segona temporada
Després d'haver destruït el Mestre i haver impedit que obrís la Boca de l'Infern, Buffy torna de vacances, torbada encara per la seva mort al final de la primera temporada. Dos nous vampirs arriben a Sunnydale, Spike (James Marsters) i Drusilla (Juliet Landau), Spike esdevé en poc temps el líder dels vampirs a Sunnydale. Spike vol que Angel –company d'ell quan encara era Angelus– ajudi Drusilla (que Angel va convertir en vampir), ja que està molt dèbil.
Mentrestant Buffy i Angel s'enamoren i inicien una relació, Xander s'aparella amb la Cordelia Chase (Charisma Carpenter), una animadora de l'institut que ja apareixia a la primera temporada. La Willow comença a sortir amb el guitarrista Daniel «Oz» Osbourne (Seth Green) i Giles, el Vigilant, comença a festejar la professora Jenny Calendar (Robia LaMorte).
A part de les constants lluites i problemes causats per Spike, Angel i lBuffy tenen relacions sexuals, fet que provoca que Angel torni a perdre l'ànima i torni a convertir-se en Angelus. Angelus s'alia amb Spike i la Drusilla durant un temps. Buffy és incapaç de matar Angelus quan té l'oportunitat i el deixa fugir. Angelus mata la professora Calendar, una gitana que s'havia fet passar per professora d'institut per a intentar evitar que Angel perdés l'ànima. La Cordelia i Oz (ara un home llop, després de rebre la mossegada d'un cosí seu) s'uneixen a la «Scooby Gang» Angelus i lDrusilla inicien una relació mentre Spike prepara un pla per a venjar-se d'Angelus i recuperar Drusilla. Mentrestant Willow substitueix la professora morta i descobreix el món de la màgia gràcies a les seves habilitats informàtiques i els materials que havia deixat la Jenny Calendar.
Durant la temporada també apareix una altra caçadora anomenada Kendra (Bianca Lawson) que ajuda Buffy a combatre els perills i a centrar-se en la feina de caçavampirs. La temporada acaba amb una complicada trama d'esdeveniments que duen a Angelus a despertar un dimoni que pot destruir el món, na Drusilla mata la Kendra, n'Spike s'alia temporalment amb Buffy, la mare de Buffy, Joyce Summers (Kristine Sutherland), descobreix la feina nocturna de la filla i la fa fora de casa, també l'expulsen de l'institut, Willow aconsegueix tornar l'ànima a Angel just abans que Buffy el sacrifiqui per salvar el món.

### Tercera temporada
Buffy torna a Sunnydale, incapaç de dur una vida normal a Los Angeles, Angel resucita i rep l'ajuda de Buffy, ja que està confús i desorientat. Els amics de Buffy desconfien d'ell després d'haver-lo vist convertit en Angelus en la temporada anterior, la situació canvia quan Angel els salva d'un monstre. Giles és expulsat del Consell de Vigilants, una organització que s'encarrega de localitzar, entrenar i supervisar les caçadores, arran d'això Buffy afirma que deixarà de treballar per al Consell. Arriba a Sunnydale una nova caçadora, Faith (Eliza Dushku), qui ha adquirit els poders arran de la mort de Kendra. Faith és una persona amb un passat obscur ple de problemes i soledat. El «Primer Mal», aprofitant la mala consciència d'Angel, intenta convèncer-lo que se suïcidi, però Buffy aconsegueix salvar-lo.
Faith treballa amb Buffy i els seus amics, però la seva inestabilitat emocional la du a matar un humà pensant-se que es tractava d'un vampir. La Faith perd els papers i s'alia amb l'alcalde Richard Wilkins (Harry Groener), qui vol convertir-se en un dimoni gegant amb aspecte de serp anomenat Olvikan. L'alcalde és l'antagonista principal d'aquesta temporada. Faith acaba en coma després d'enfrontar-se amb Buffy.
Al final de la temporada, l'alcalde aconsegueix convertir-se en Olvikan i mata a diversos personatges, inclòs el director de l'institut, el sr. R. Snyder (Armin Shimerman). Buffy, els seus amics i alguns alumnes lluiten contra el dimoni i els seusajudants, i aconsegueixen tancar-lo dins la biblioteca que està plena d'explosius. Tot explota i el dimoni mor. Després de la batalla, Angel decideix marxar a viure a Los Angeles (iniciant una nova sèrie), poc després l'acompanyarà Cordelia –que es convertirà en la socia d'Angel a LA– i Faith (durant uns quants capítols, ja que després retornarà a la sèrie de Buffy).
A partir d'aquí les dues sèries creuen capítols, personatges i esdeveniments en diverses temporades.

### Quarta temporada
Buffy i Willow entren a la Universitat de Califòrnia, al campus fictici que té a Sunnydale i Xander es posa a treballar professionalment. Spike torna a Sunnydale sense Drusilla i és raptat per «La Iniciativa», una organització secreta del govern (ficticia) altament militaritzada i amb un cos de científics que experimenten amb éssers sobrenaturals. Maggie Walsh (Lindsay Crouse) és la directora de l'organització a Sunnydale. Tenen la base en una mena de búnquer subterrani que està situat just sota el campus de la universitat. Els científics de la Iniciativa implanten un xip al cap de Spike que fa que no pugui atacar humans. El vampir es retroba amb Buffy i la Scooby Gang, i s'acaba unint amb ells, ja que així, com a mínim, pot gaudir de matar dimonis. A poc a poc sembla que Spike es vagi tornant bo, però el grup –exceptuant Willow– no se'n refia del tot.
Oz decideix marxar de Sunnydale, ja que creu que ha esdevingut massa perillós. Willow coneix Tara Maclay (Amber Benson) i les dues s'enamoren. Un dimoni de la venjança, Anyanka, s'enamora de Xander i acaba vivint amb ell en la seva forma humana de nom Anya Jenkins (Emma Caulfield). Buffy inicia una relació amb Riley Finn (Marc Blucas), un estudiant d'últim curs qui resulta ser un membre del cos militar de la Iniciativa infiltrat al campus. Quan Riley descobreix els poders i la feina de Buffy decideix convèncer-la que s'afiliï a la Iniciativa, però ella no se'n fia de l'organització i prefereix continuar com fins aleshores. La directora Walsh desconfia també de Buffy i no li agrada la relació que tenen ambdós. Arriba un punt en què la directora ordena Riley que mati Buffy, però ell es nega i abandona l'organització.
Al final de la temporada es descobreix que la Iniciativa ha creat una mena de monstre de Frankenstein amb restes d'un home, dimonis i implants cibernètics, l'anomenen Adam (George Hertzberg). Adam mata la directora Walsh i s'escapa de les instal·lacions de la Iniciativa. S'enduu Spike amb ell, que li fa d'ajudant. Adam vol conquerir el món i convertir tothom en una nova raça com ell. Els dimonis i altres éssers captius ajuden Buffy i els seus amics a destruir la base i Buffy venç Adam gràcies a un encanteri que li traspassa temporalment els poders dels Scooby Gang.

### Cinquena temporada
La sèrie comença amb l'arribada del Comte Dràcula a Sunnydale. Ha sentit parlar de Buffy i vol convertir-la. Ho intenta, però acaba amb una estaca clavada al pit. Apareix un nou personatge del no-res, Dawn Summers (Michelle Trachtenberg), la germana petita de Buffy. Tot i que no se n'havia sentit parlar fins aleshores, tots actuen amb ella com si hagués estat allà sempre. Joyce, la mare de Buffy, té un tumor al cap, gràcies al qual descobreix que Dawn és un ésser sobrenatural. Glory (Glorificus), una dimoni desterrada de la seva dimensió durant una guerra, viu en el cos de Ben (Charlie Weber), un metge enpràctiques de l'hospital de Sunnydale. Pot sortir a estones del cos de Ben, adoptant l'aparença d'una dona jove (Clare Kramer) i tornant boja la gent. Una de les seves víctimes és Tara. Ben coneix la familia Summers quan van de visita a l'hospital per la malaltia de la mare. La Glory cerca una «clau» que l'ha de permetre tornar a la seva dimensió i conquerir aquesta.
El Consell de Vigilants readmet Giles i Buffy, i els ajuda a trobar el dimoni. Mentrestant se sap que els protectors de la Clau la van convertir en una humana, amb genètica de la família Summers, i li van donar records (a ella i a tots els qui l'envolten) per protegir-la del dimoni. Riley marxa amb un cos de mercenaris caçadors de monstres, Anya es posa a treballar a la botiga de Giles, la Capsa Màgica (The Magic Box, en anglès), una botiga que va adquirir quan va perdre la feina a l'institut i va ser expulsat del Consell. Spike continua amb el xip al cap i continua ajudant el grup a lluitar contra els dimonis, a mesura que passa el temps Spike s'adona que s'ha enamorat de Buffy, tot i que ella el maltracta. Spike demana a Warren Mears (Adam Busch) que li fabriqui un androide amb l'aspecte de Buffy, el Buffybot. Buffy s'enfada quan ho descobreix, però Glory rapta i tortura Spike per a descobrir on és la Clau. Ell no parla i manté el secret, aleshores Buffy el perdona i el torna a acceptar al seu cercle d'amics.
Joyce mor d'un aneurisma i les germanes queden desconsolades. Glory descobreix que Dawn és la Clau i la rapta per poder obrir el portal dimensional. El grup actua contra el dimoni i el mata quan es troba dins del cos de Ben, però el portal és obert i Dawn s'ha de sacrificar per poder-lo tancar, però abans no s'ha matat, Buffy descobreix que duen la mateixa sang i que pot ser ella qui se sacrifiqui, així que ho fa i salva el món altra vegada.

### Sisena temporada

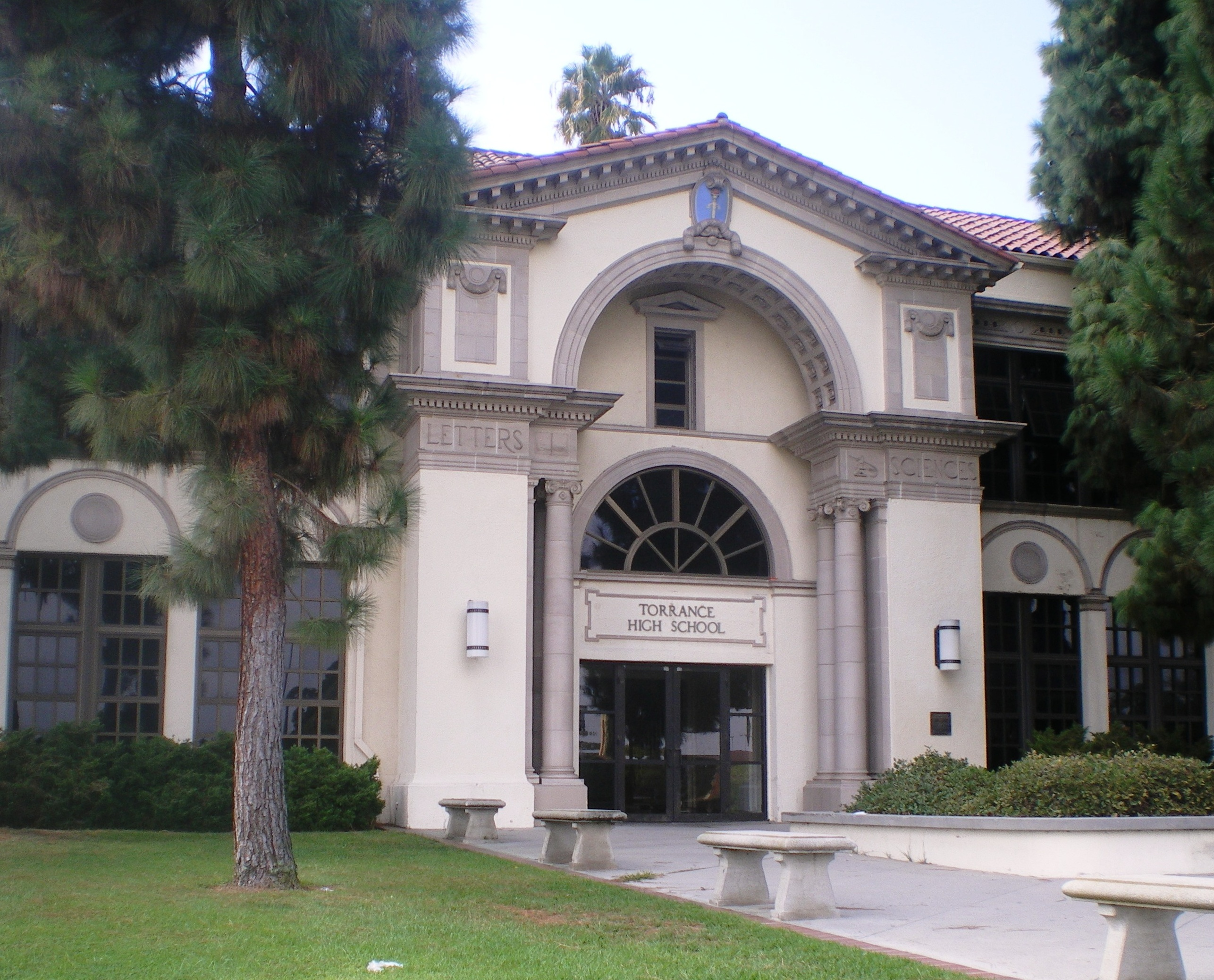
Torrance High School, l'institut de Sunnydale a la ficció de la sèrie

Amb el retorn de Buffy de la mort, els seus amics entusiasmats no es pregunten si pot haver estat en un lloc millor. Només Spike sap la veritat i mentre Buffy lluita per readaptar-se a la vida, comença una relació amb Spike que la turmenta tant com li aporta una fugacitat comoditat. Tot i que Buffy tem que la màgia que la va portar de tornada l'hagi canviat d'alguna manera, la creixent dependència de Willow a la màgia és una addicció que amb prou feines pot controlar, i que amenaça a tothom.

### Setena temporada
Mentre Buffy acompanya Dawn en el seu primer dia al nou Sunnydale High, Giles continua l'educació màgica de Willow a Anglaterra. Però mentre Buffy se sorprèn que se li ofereixi una feina d'orientador, Willow es sorprèn quan experimenta una horrible visió de futur de Hellmouth. Willow torna a Sunnydale i Giles aviat segueix amb la paraula que el Consell del Vigilant ha estat destruït. Decidits a fer una última posició, Buffy i els seus aliats es reuneixen per a la propera batalla, però res els pot preparar per al primer i els seus robats Bringers, que estan matant a tots els possibles assassins, i a qualsevol altra persona que els intervingui.